# Willy Fries (Maler, 1907)
Willy Fries (* 26. Mai 1907 in Wattwil im Toggenburg; † 18. Juli 1980 ebenda) war ein Schweizer Kunstmaler und Buchautor.

## Leben und Werk

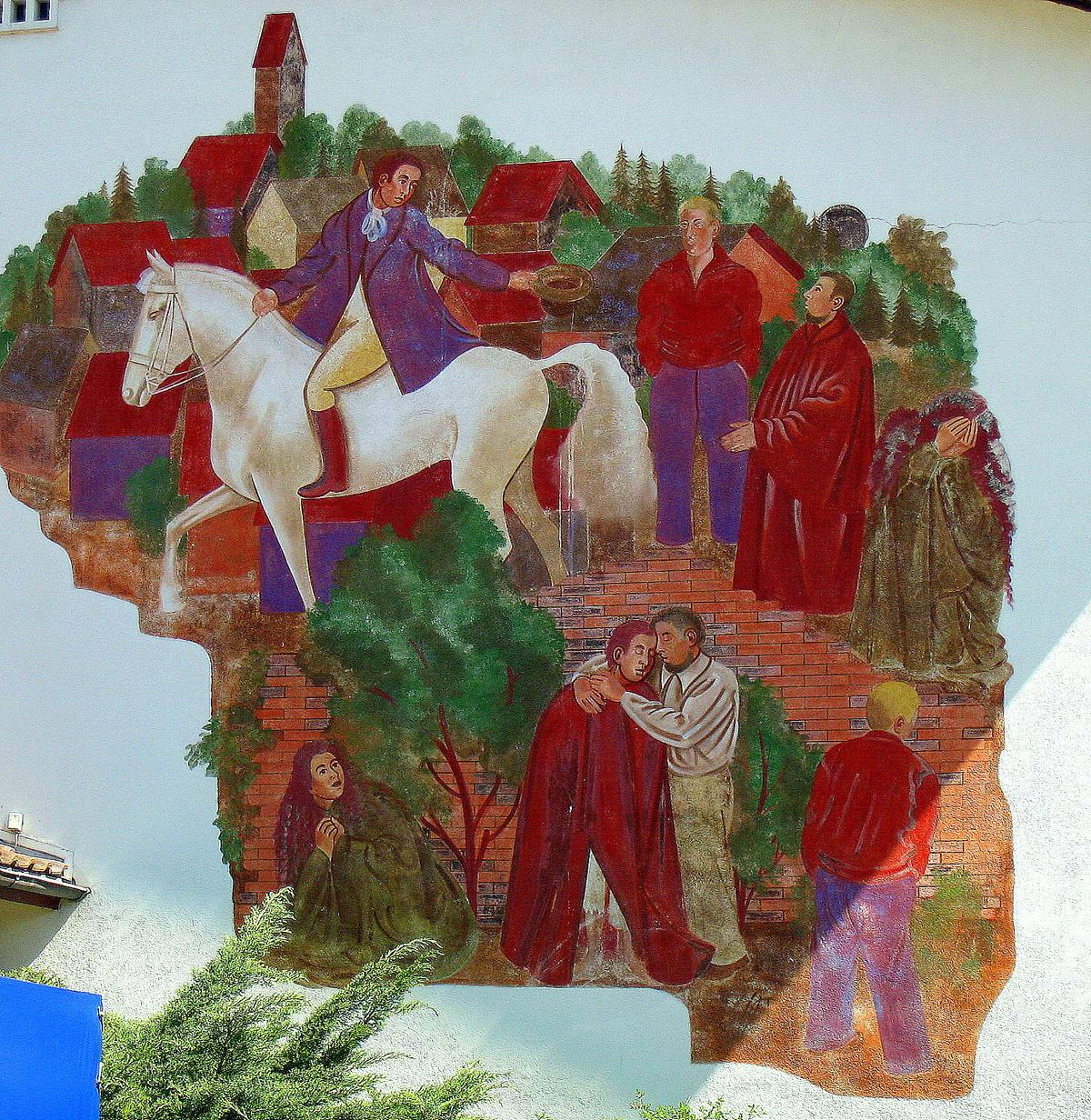
Wandbild 1955. Die verlorenen Söhne. Oberstufenschule in Heerbrugg.

Willy Fries wuchs in Wattwil auf und besuchte die dortige Primar- und Sekundarschule. Im Anschluss ging er auf die Kantonsschule St. Gallen. Nach der Matur studierte er 1929 ein Semester Kunst- und Literaturgeschichte an der Universität Zürich, was er aber auf Anraten seines Lehrers Heinrich Wölfflin zugunsten eines Kunststudiums aufgab. Nach einer Station in Paris, wo er unter anderem an der Grande Chaumière studierte und in den Ateliers von Fernand Léger und Amédée Ozenfant arbeitete, setzte er seine Ausbildung von 1930 bis 1934 in Berlin an der Universität und der Akademie der Künste fort.
In seiner Berliner Zeit näherte er sich der Bekennenden Kirche und freundete sich mit Dietrich Bonhoeffer an. 1935 kehrte er, bedingt durch einen Skiunfall, nach Wattwil zurück. Von Wattwil aus entstand in den folgenden Jahren (1936 bis 1944) sein Hauptwerk, der Gemäldezyklus Die Passion für die Garnisonskirche in Köln-Marienburg. Der Schauplatz dieses Zyklus ist ins heimische Toggenburg verlegt und auch die Figuren sind zeitgenössisch. In dieser Zeit heiratete Fries 1939 und liess sich endgültig in Wattwil nieder.
Fries entwickelte sich in den Jahren nach dem Zweiten Weltkrieg zum vielbeschäftigten Künstler von Sakralkunst, der u. a. eine Weihnachtsgeschichte Christ ist geboren vor der Kulisse des zerbombten München schuf (1944 bis 1949), aber auch Glasfenster und Fresken für Kirchen sowohl in der Ostschweiz als auch in Berlin, Bonn und Seifhennersdorf. 1962 zeigte er die unter eigener Regie entstandene Verfilmung seiner Passion mit dem Titel Gib uns Frieden, die mit dem Anerkennungspreis der Interfilmtagung in Brüssel prämiert und von zahlreichen Fernsehstationen gesendet wurde.
Willy Fries war mit  Dorothee, Tochter des Pfarrers Gottlob Wieser, verheiratet.

## Auszeichnungen
- 1970: Rembrandtpreis der Johann Wolfgang Goethe-Stiftung in Salzburg
- 1972: Ehrendoktorwürde der Evangelisch-theologischen Fakultät der Universität Bern